# Theodore Carstens
Theodore Carstens (ur. 20 czerwca 1879 w Cedarburgu, zm. 25 lipca 1955 w Milwaukee) – amerykański szermierz, uczestnik letnich igrzysk olimpijskich w 1904.
Zajął 4. miejsce w turnieju szablistów i odpadł w eliminacjach turnieju florecistów.